# Семереди, Эндре
Эндре Семереди (венг. Szemerédi Endre; 21 августа 1940, Будапешт) — венгерский и американский математик, работающий в областях комбинаторики и теоретической информатики. Лауреат Абелевской премии 2012 года «за фундаментальный вклад в дискретную математику и теорию информатики, и в знак признания глубокого и долгосрочного вклада в аддитивную теорию чисел и эргодическую теорию». Имеет число Эрдёша, равное 1.

## Биография
Родился 21 августа 1940 года в Будапеште. Один год изучал медицину и работал на фабрике, и уже потом переключился на математику, придя в науку относительно поздно. Учился в Будапештском университете, где получил степень магистра в 1965 году. Затем перешёл в Московский государственный университет, где защитил кандидатскую диссертацию в 1970 году под руководством Израиля Гельфанда.
Занимал должности приглашенного преподавателя в Стэнфордском университете (1974), Университете Макгилла в Монреале (1980), Университете Южной Каролины (1981—1983) и Чикагском университете (1985—1986). Он стал стипендиатом Fairchild Distinguished Scholar в Калифорнийском технологическом институте в 1987—1988 годах. Был профессором в Центре математических исследований Монреальского университета. В 2008 году был профессором кафедры Эйзенбуда в Исследовательском институте математических наук в Беркли. 
По состоянию на 2010-е годы — постоянный научный сотрудник Математического института Альфреда Реньи Венгерской академии наук, занимает должность профессора информатики в Ратгерском университете в Нью-Джерси. Член-корреспондент Венгерской академии наук с 1982 года, действительный член с 1987 года.

## Награды
- 1967 — Премия Грюнвальда
- 1968 — Премия Грюнвальда
- 1973 — Премия Реньи
- 1975 — Премия Пойи SIAM
- 1979 — Премия Венгерской академии наук[венг.]
- 2008 — Премия Стила
- 2008 — Премия Рольфа Шока по математике
- 2012 — Prima Primissima Award[венг.]
- 2012 — Премия Сеченьи
- 2012 — Абелевская премия
- 2013 — Большой Крест Ордена Заслуг Венгрии